# Sayla
Sayla fou un estat tributari protegit a l'agència de Kathiawar, prant de Jhalawar, presidència de Bombai. La capital era Sayla situada a 22° 32′ N, 71° 32′ E / 22.533°N,71.533°E a menys de 30 km al sud-oest de Wadhwan i a la riba d'un dipòsit d'aigua anomenat Manasarowar atribuït a Sidhraj Jai-Singh, el famós raja d'Anhilvada. La població de la ciutat el 1901 era de 5.367 habitants i tenia un temple notable, anomenat de Ramchandra, construït per Lala Bhagat un bània de principis del segle XIX.
El principat tenia una superfície de 575 km² i una població el 1901 d'11.661 habitants, repartits en una ciutat i 38 pobles. Els ingressos el 1902-1904 eren de 66.000 rupies. Era estat de tercera classe del Kathiawar i governat per rajputs jhales.
Ja és esmentada com una pargana de la regió de Jhalawar a l'Ain-i-Akbari; al segle XVIII va caure en mans dels kathis però el jhala Sheshabhai (Sheshmalji), fill del cap d'Halavad, va prendre possessió de Sayla el 1751, i la va afegir a les "gires" (gira = districte) de Narichana i Liya, que havia obtingut en la seva lluita pel domini de Dhrangadhra. El va succeir Kakobhai, també anomenat Vikmatsingh o Vakhatasingh (1794-1813), sota el qual es va signar el tractat amb els britànics i es va fixar el tribut (1807). Els seus descendents van conservar el poder amb títol de thakurs, si bé en el regnat de Kerisingh (1839-1881) fou elevat a thakur sahib. El 1881 el tribut era de 1.551 lliures conjuntament al govern britànic i al nawab de Junagarh.

## Llista de thakurs
- Sheshmalji I Raisinhji 1751 - 1794
- Vakhatsinhji Sheshmalji 1794 - 1813
- Madarsinhji I Vakhatsinhji 1813 - 1837
- Sheshmalii II Madarsinhji 1837 - 1839
- Kerisinhji Sheshmalii 1839 - 1881
- Vakhatsinhji Kerisinhji 1881 - 1924
- Madarsinhji II Vakhatsinhji 1924 - 1938
- Karansinhji Madarsinhji 1938 - 1947 (+1962)